# Pangrapta ingrata
Pangrapta ingrata là một loài bướm đêm trong họ Erebidae.